# Conjetura de Hall
En matemáticas, la conjetura de Hall es una pregunta abierta, a partir de 2015, sobre las diferencias entre cuadrados perfectos y cubos perfectos. Afirma que un cuadrado perfecto y2 y un cubo perfecto x3 que no son iguales deben estar a una distancia sustancial entre sí. Esta pregunta surgió al considerar la ecuación de Mordell en la teoría de puntos enteros en curvas elípticas.

## Historia
La versión original de la conjetura de Hall, formulada por Marshall Hall, Jr. en 1970, dice que existe una constante positiva C tal que para cualquier par de números enteros x e y para los que y2 ≠ x3, se cumple que
{\displaystyle |y^{2}-x^{3}|>C{\sqrt {|x|}}.}
Hall sugirió que quizás C podría tomarse como 1/5, lo que era consistente con todos los datos conocidos en el momento en que se propuso la conjetura. Danilov demostró en 1982 que el exponente 1/2 en el lado derecho (es decir, el uso de |x|1/2) no puede ser reemplazado por ninguna potencia mayor: para ningún δ>0 existe una constante C tal que |y2 - x3| > C|x|1/2 + δ siempre que y2 ≠ x3.
En 1965, Davenport demostró un análogo de la conjetura anterior en el caso de los polinomios: si f (t) y g (t) son polinomios distintos de cero sobre C, de modo que g(t)3 ≠ f(t)2 en C[t], entonces
{\displaystyle \deg(g(t)^{2}-f(t)^{3})\geq {\frac {1}{2}}\deg f(t)+1.}
La forma débil de la conjetura de Hall, enunciada por Stark y Trotter alrededor de 1980, reemplaza la raíz cuadrada en el lado derecho de la desigualdad por cualquier exponente menor que 1/2: para cualquier ε > 0, hay una constante c(ε) dependiendo de ε tal que para cualquier par de números enteros x e y para los que y2 ≠ x3,
{\displaystyle |y^{2}-x^{3}|>c(\varepsilon )x^{1/2-\varepsilon }.}
La forma original, fuerte, de la conjetura con exponente 1/2 nunca ha sido refutada, aunque ya no se piensa que sea cierta y el término conjetura de Hall ahora generalmente significa la versión con la ε en ella. Por ejemplo, en 1998, Noam Elkies encontró el ejemplo
4478849284284020423079182 - 58538865167812233 = -1641843,
para el que la compatibilidad con la conjetura de Hall requeriría que C sea menor que .0214 ≈ 1/50, aproximadamente 10 veces más pequeño que la elección original de 1/5 que sugirió Hall.
La forma débil de la conjetura de Hall se seguiría de la conjetura ABC.  Una generalización a otras potencias perfectas es la conjetura de Pillai.
La siguiente tabla muestra los casos conocidos con {\displaystyle r={\sqrt {x}}/|y^{2}-x^{3}|>1}. Téngase en cuenta que y se puede calcular como el número entero más cercano a x3/2.
| #  | x                                  | r     |
| -- | ---------------------------------- | ----- |
| 1  | 2                                  | 1.41  |
| 2  | 5234                               | 4.26  |
| 3  | 8158                               | 3.76  |
| 4  | 93844                              | 1.03  |
| 5  | 367806                             | 2.93  |
| 6  | 421351                             | 1.05  |
| 7  | 720114                             | 3.77  |
| 8  | 939787                             | 3.16  |
| 9  | 28187351                           | 4.87  |
| 10 | 110781386                          | 1.23  |
| 11 | 154319269                          | 1.08  |
| 12 | 384242766                          | 1.34  |
| 13 | 390620082                          | 1.33  |
| 14 | 3790689201                         | 2.20  |
| 15 | 65589428378                        | 2.19  |
| 16 | 952764389446                       | 1.15  |
| 17 | 12438517260105                     | 1.27  |
| 18 | 35495694227489                     | 1.15  |
| 19 | 53197086958290                     | 1.66  |
| 20 | 5853886516781223                   | 46.60 |
| 21 | 12813608766102806                  | 1.30  |
| 22 | 23415546067124892                  | 1.46  |
| 23 | 38115991067861271                  | 6.50  |
| 24 | 322001299796379844                 | 1.04  |
| 25 | 471477085999389882                 | 1.38  |
| 26 | 810574762403977064                 | 4.66  |
| 27 | 9870884617163518770                | 1.90  |
| 28 | 42532374580189966073               | 3.47  |
| 29 | 51698891432429706382               | 1.75  |
| 30 | 44648329463517920535               | 1.79  |
| 31 | 231411667627225650649              | 3.71  |
| 32 | 601724682280310364065              | 1.88  |
| 33 | 4996798823245299750533             | 2.17  |
| 34 | 5592930378182848874404             | 1.38  |
| 35 | 14038790674256691230847            | 1.27  |
| 36 | 77148032713960680268604            | 10.18 |
| 37 | 180179004295105849668818           | 5.65  |
| 38 | 372193377967238474960883           | 1.33  |
| 39 | 664947779818324205678136           | 16.53 |
| 40 | 2028871373185892500636155          | 1.14  |
| 41 | 10747835083471081268825856         | 1.35  |
| 42 | 37223900078734215181946587         | 1.38  |
| 43 | 69586951610485633367491417         | 1.22  |
| 44 | 3690445383173227306376634720       | 1.51  |
| 45 | 133545763574262054617147641349     | 1.69  |
| 46 | 162921297743817207342396140787     | 10.65 |
| 47 | 374192690896219210878121645171     | 2.97  |
| 48 | 401844774500818781164623821177     | 1.29  |
| 49 | 500859224588646106403669009291     | 1.06  |
| 50 | 1114592308630995805123571151844    | 1.04  |
| 51 | 39739590925054773507790363346813   | 3.75  |
| 52 | 862611143810724763613366116643858  | 1.10  |
| 53 | 1062521751024771376590062279975859 | 1.006 |
| 54 | 6078673043126084065007902175846955 | 1.03  |